# Momo
|  | Aquest article tracta sobre el déu grec del sarcasme i la burla. Vegeu-ne altres significats a «Momo (novel·la)». |

En la mitologia grega, Momo o Momos (en grec Μωμος Mômos, «burla», «culpa»; en llatí Momus) era la personificació del sarcasme, les burles i l'agudesa irònica. Era el déu dels escriptors i poetes, un esperit d'inculpació i crítica.
Hesíode explicava que Momo era un fill (o una filla) de Nyx, la nit i germà o germana de les Hespèrides. Una vegada, Gea, la Terra, fatigada pel pes dels homes que es multiplicaven massa ràpidament, va demanar a Zeus que en disminuís el nombre. El déu va enviar als homes la Guerra de Tebes. Però el remei era insuficient i va pensar a exterminar el gènere humà amb els seus llamps o enviant un diluvi. Però Momos li va aconsellar un sistema més segur: que Tetis es casés amb un mortal i que engendrés una filla, Helena, que provocaria la discòrdia entre Àsia i Europa. (Teogonia, 214). Així s'explica de vegades l'origen de la guerra de Troia.
Llucià de Samòsata recordava (en el diàleg ampliat Hermotimus, 20) que es va burlar d'Hefest per haver fabricat els humans sense portes al pit a través de les quals poder veure'n els pensaments. Fins i tot es va burlar d'Afrodita. A causa de les seves constants crítiques, va ser exiliat del mont de l'Olimp.
Se'l representava amb una màscara que aixecava perquè se li veiés la cara, i amb un titella a la mà, símbol de la bogeria.

## Carnaval
A les festes de Carnaval de diverses ciutats del món, es ret homenatge al déu Momo amb diversos actes. A Cadis, la crema d'un ninot representant el déu Momo clausura les festes de Carnaval cada any.

## Altres significats
Momo també és el títol d'una novel·la de l'escriptor alemany Michael Ende, més conegut per La història interminable.